# Pop Is Dead
Pop Is Dead è il terzo singolo della band inglese dei Radiohead, pubblicato nel 1993. Rappresentava il primo ed unico singolo dei Radiohead non disponibile in nessun album fino alla pubblicazione di Harry Patch (In Memory Of) nel 2009.
Pubblicato a pochi mesi dal loro singolo di debutto, Creep, e dal loro primo album Pablo Honey, il singolo ha inizialmente riscosso un successo limitato, ma si è poi posizionato al 42º posto della classifica inglese nel maggio del 1993.

## Tracce
1. Pop Is Dead
2. Banana Co. (Acoustic)
3. Creep (Live)
4. Ripcord (Live)

## Classifiche
| Classifica (1993) | Posizione massima |
| ----------------- | ----------------- |
| Regno Unito       | 42                |